# Wolin (település)
Wolin (németül: Wollin) város Lengyelországban a Nyugat-pomerániai vajdaságban.

## Fekvése
A Wolin sziget déli részen található.

## Történelem
Bambergi Szent Ottó 1124-ben vezette be a városba a kereszténységet. 1140 és 1176 között a település Pomerániában az első püspöki székhely volt. 1262-ben I. Barnim pomerániai herceg és III. Vartiszláv pomerániai herceg emelte Wollint városi rangra.
Wollin a Hanza-szövetség tagja volt. A reformáció 1535-ben jelent meg a városban. A vesztfáliai béke után mint Svéd-Pomeránia része Svédországé, majd 1720-ban a stockholmi szerződés után a Porosz Királyságé lett a település. 
1945. május 4-én a Vörös Hadsereg elfoglalta a várost, majd hivatalosan átadták a lengyel hatóságoknak.

## Képek

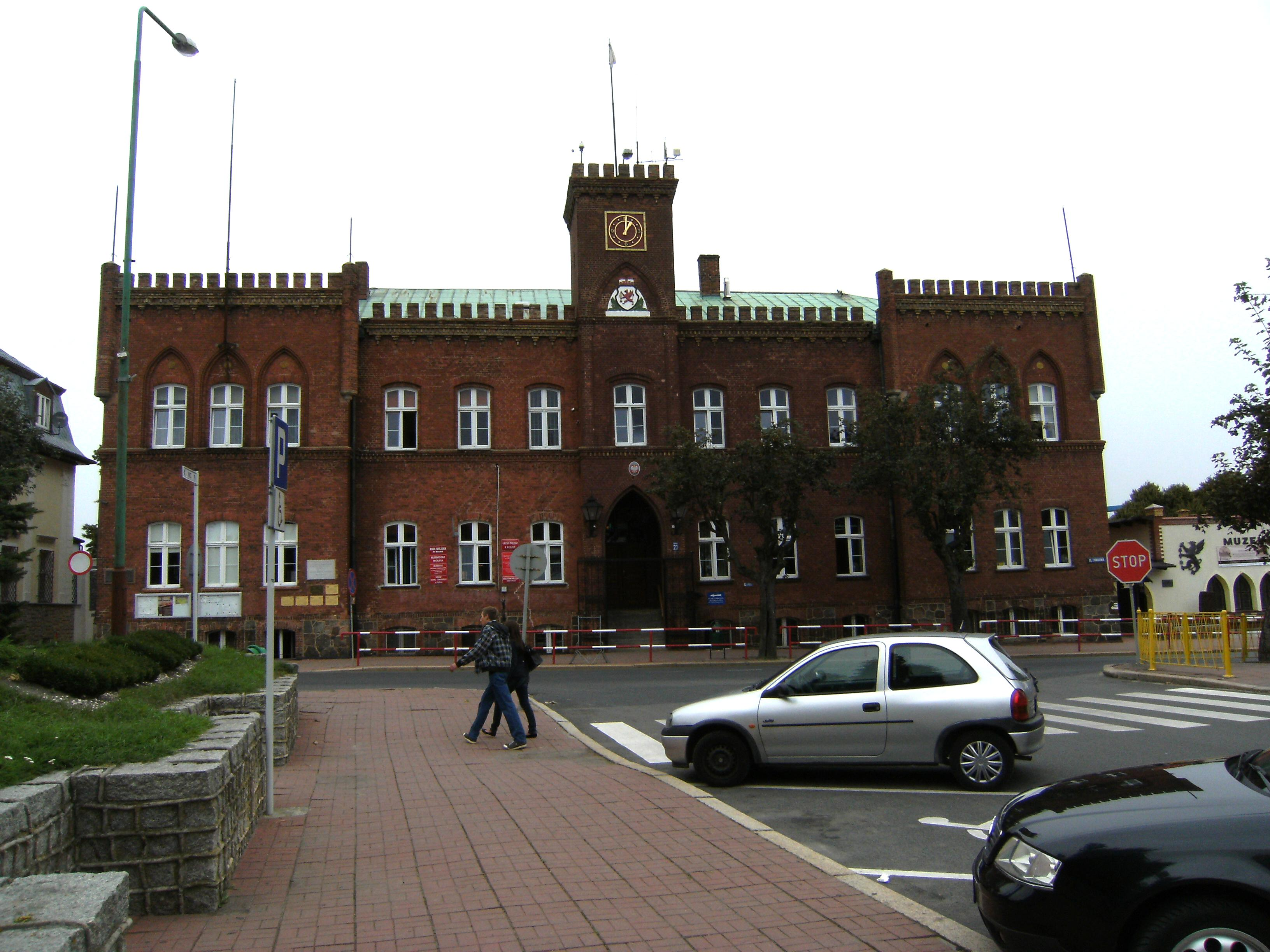
A tanácsház
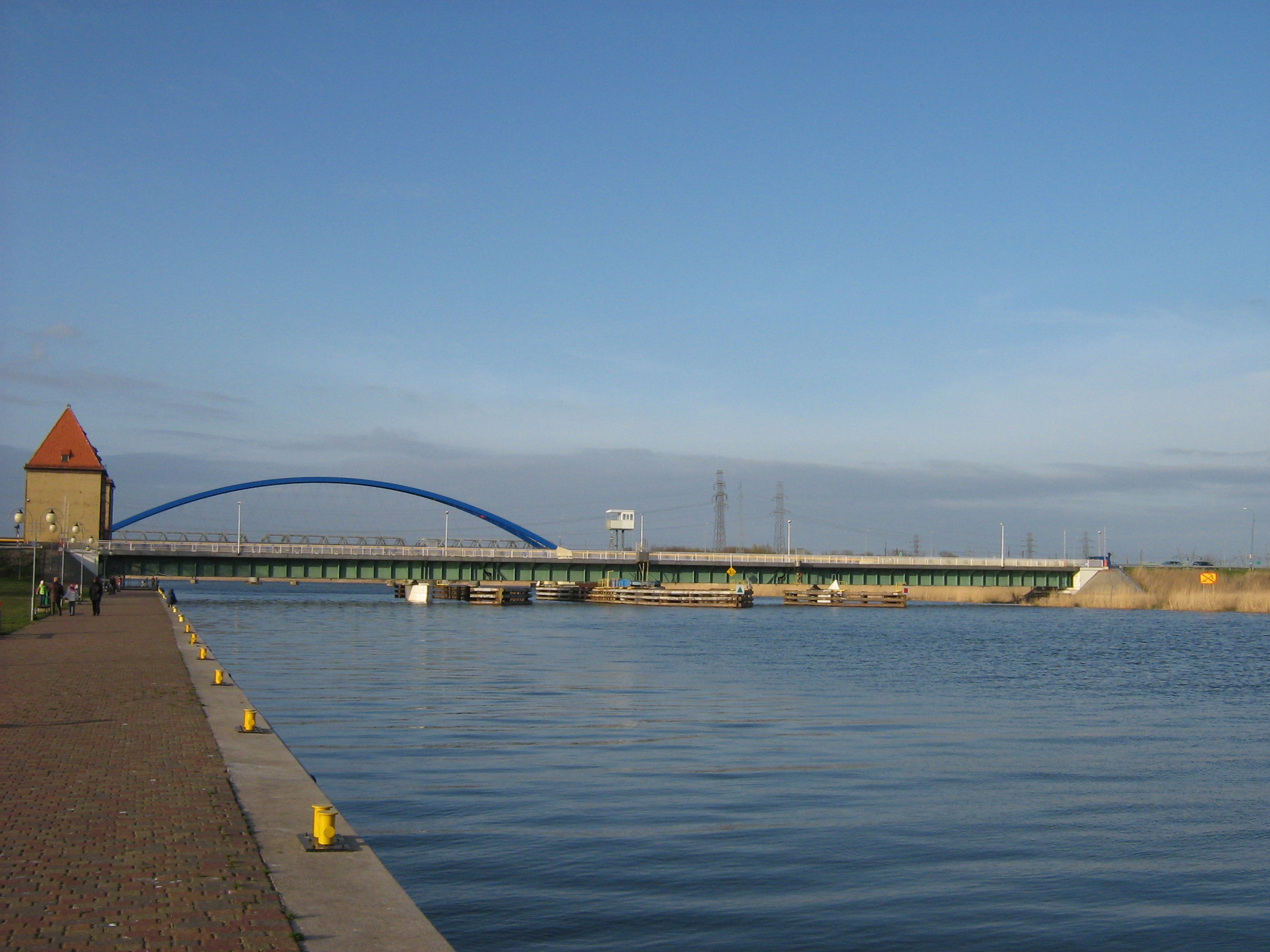
A Dziwna szoros Wolinben
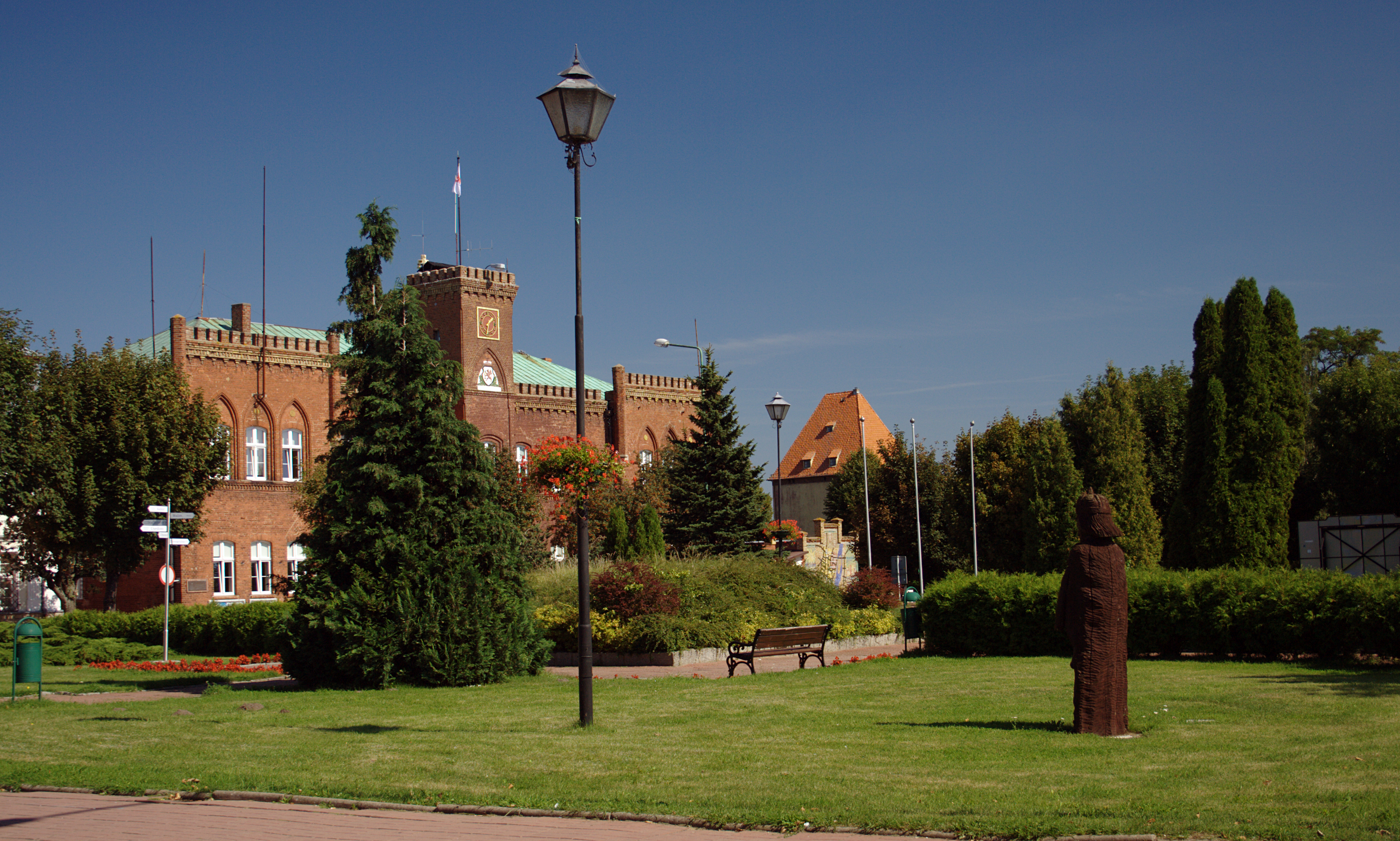
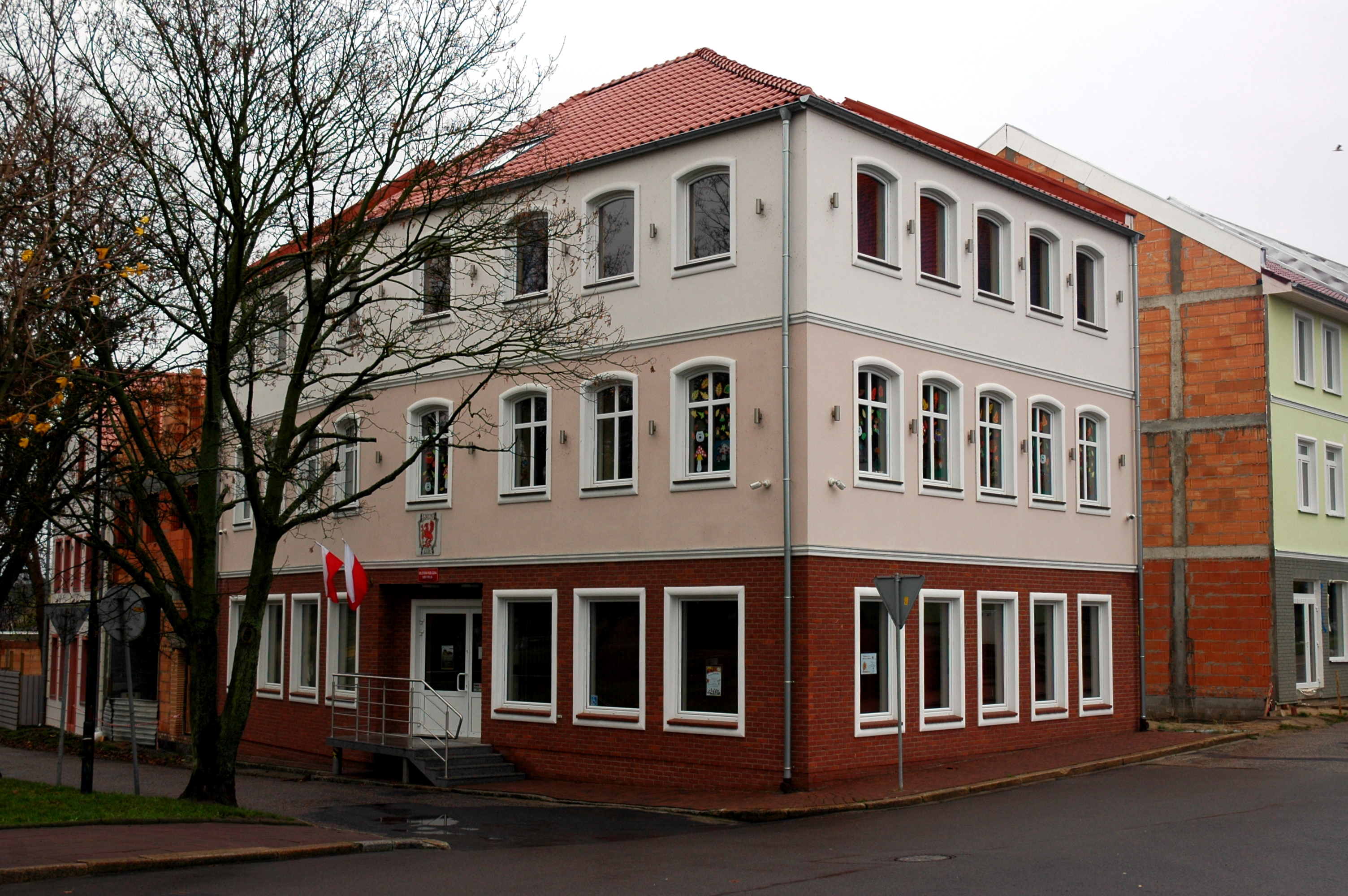
A könyvtár
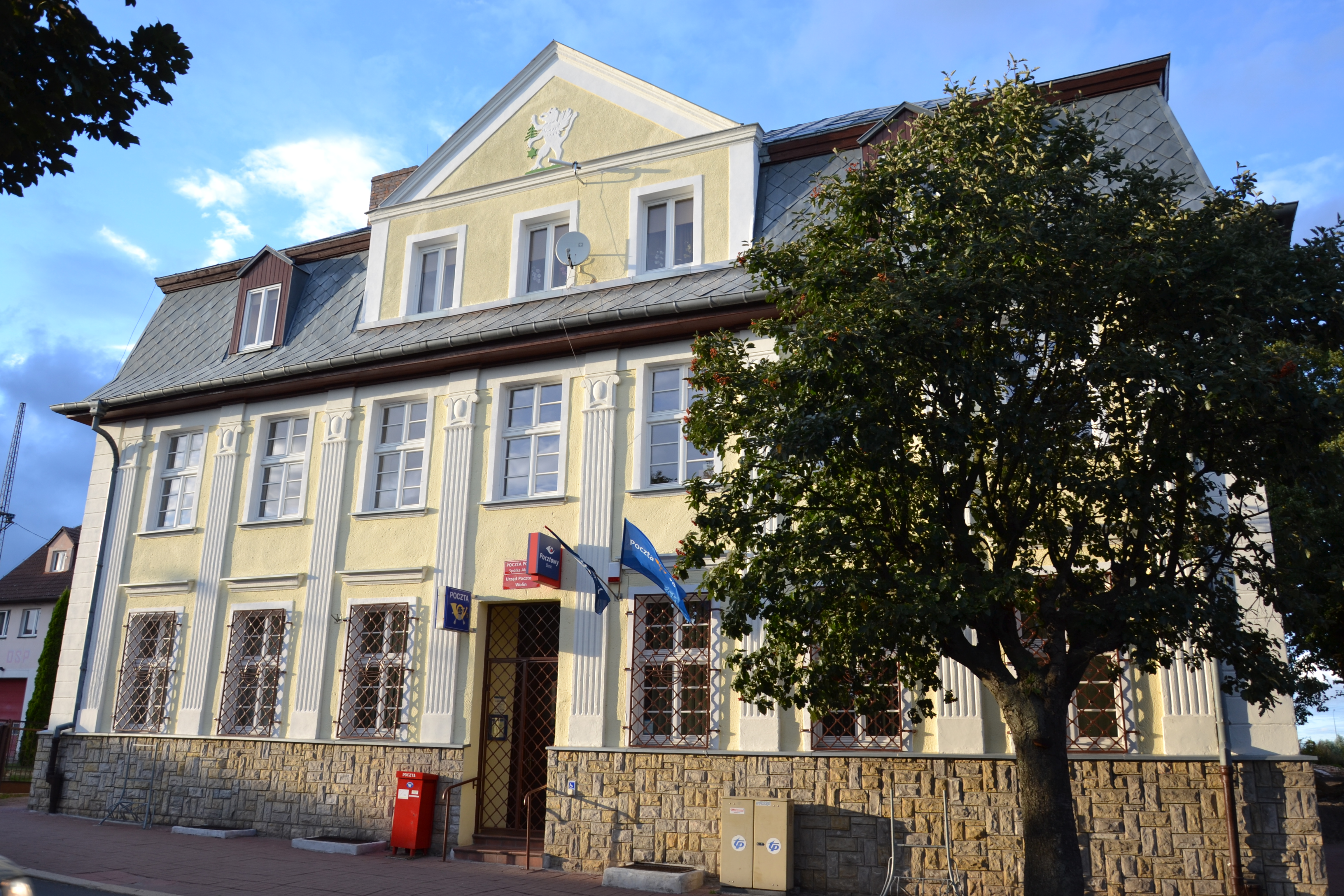
A posta
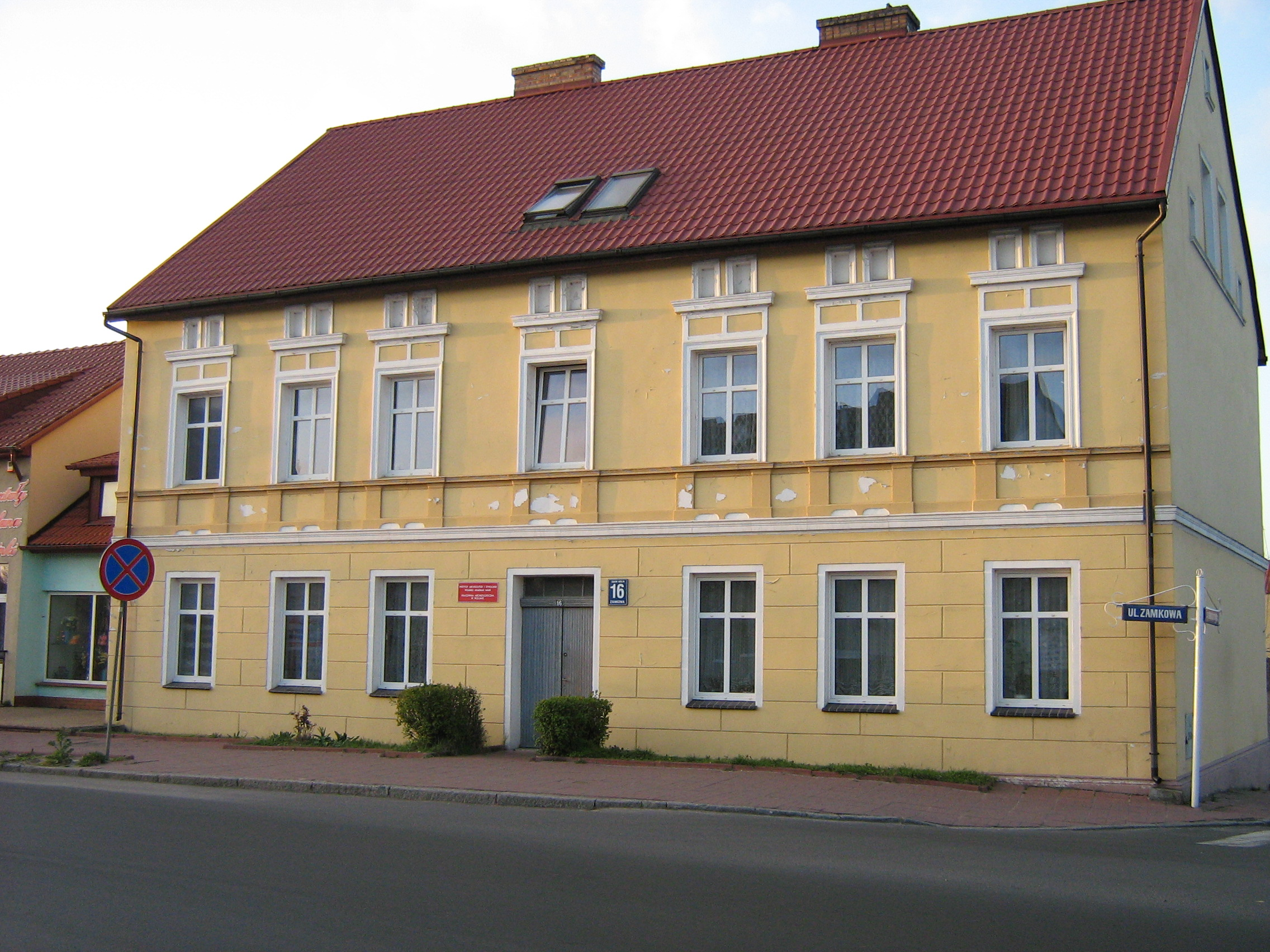
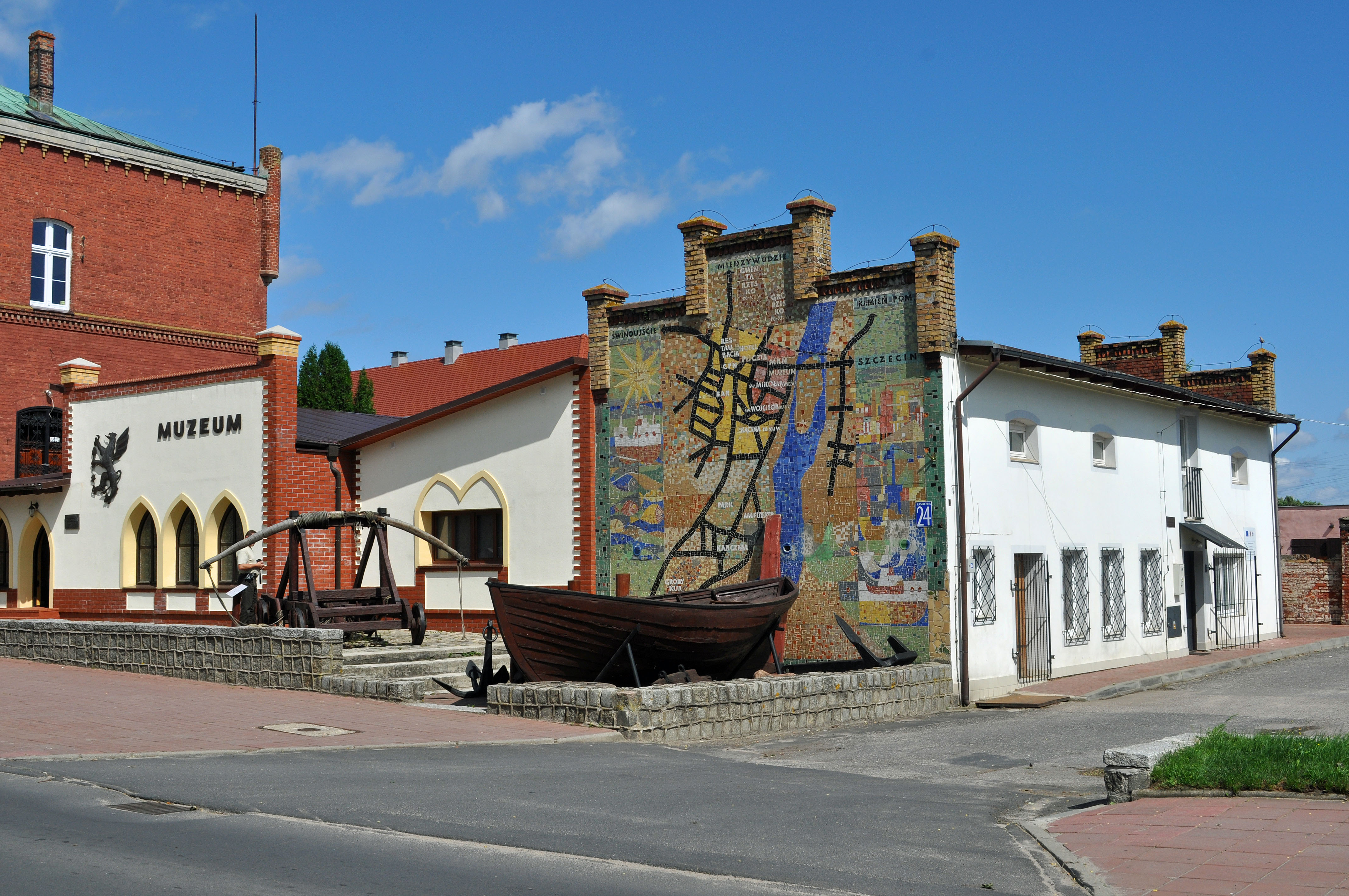
A múzeum
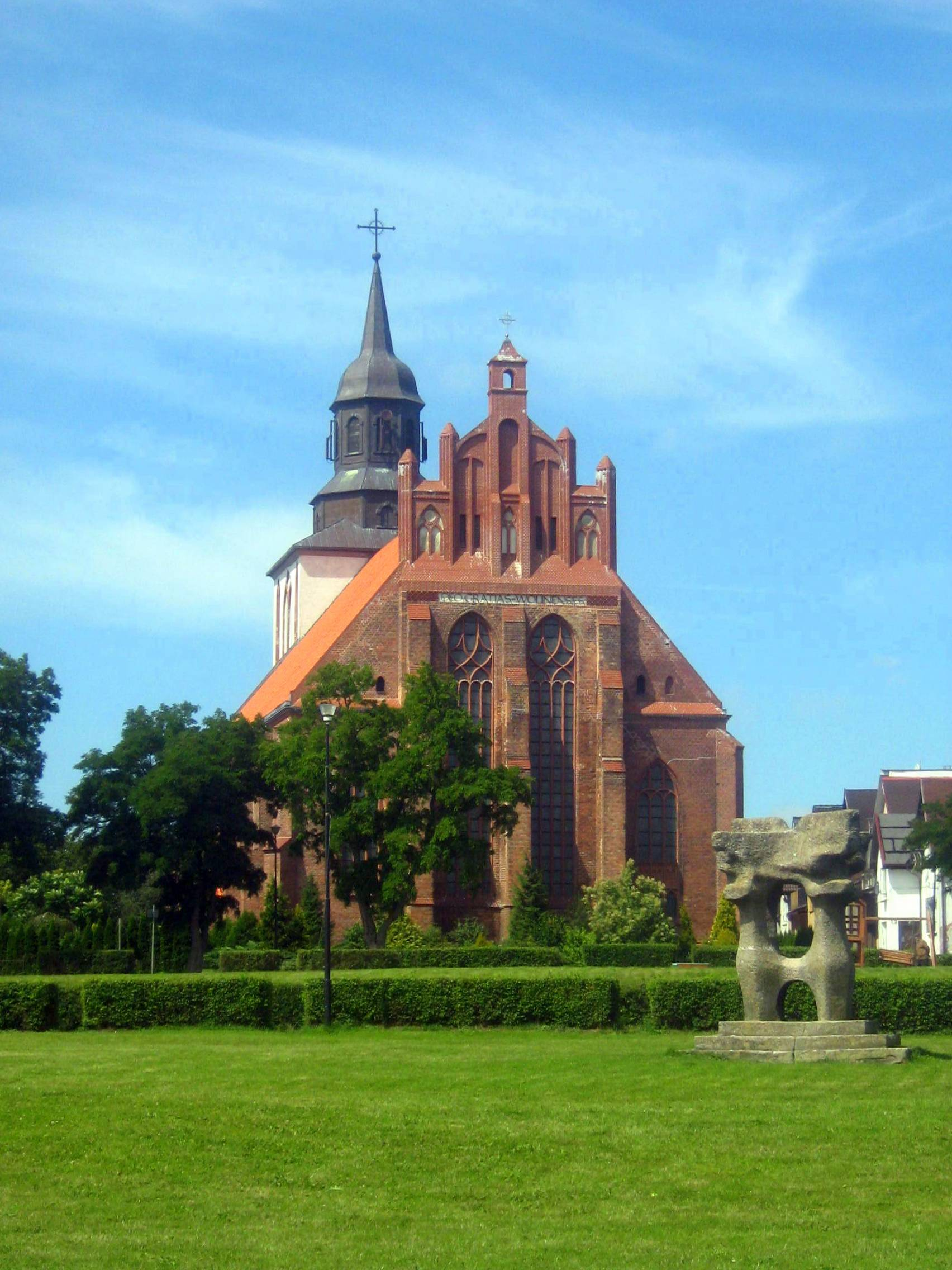
A Szent Miklós-templom

## Itt született
- Johannes Bugenhagen (1485–1558), német reformátor
- Adrian Virginius (1605/1615–1647), német evangélikus lelkész